# Edwinstowe
Edwinstowe es una parroquia civil situada en el distrito no metropolitano de Newark and Sherwood, en Nottinghamshire, Inglaterra. Según el censo de 2021, tiene una población de 5300 habitantes.

## Historia

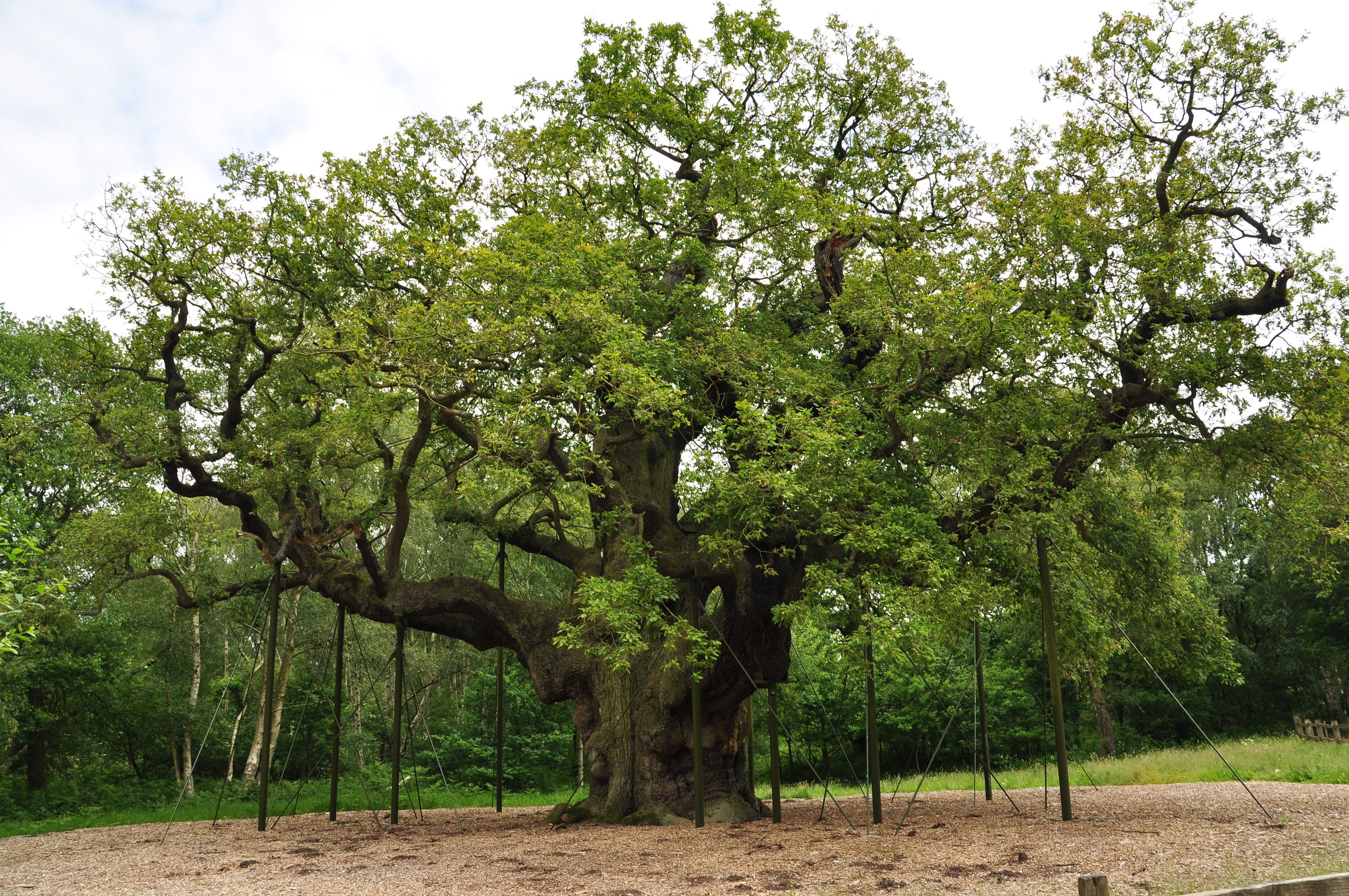
The Major Oak

El lugar se menciona por primera vez en 1086 como Edenstou, que en inglés antiguo significa "lugar sagrado de Edwin". Se cree que el nombre deriva de la leyenda de la muerte del rey Edwin de Northumbria, cuyo cuerpo habría sido escondido en el bosque después de la batalla de Hatfield, en el año 632.
Esta versión es respaldada por la existencia de una entrada en el Libro Domesday que registra la existencia de una iglesia atendida por un sacerdote y cuatro siervos.
La localidad es comúnmente asociada con la leyenda de Robin Hood, que usaba el bosque cercano para esconderse del sheriff de Nottingham. Se cree que Robin y Marian se casaron en la Iglesia de St Mary y hay una estatua en su honor en la calle principal.

## Economía
El turismo es la principal fuente de recursos para la economía local debido a la popularidad de la leyenda de Robin Hood y el Major Oak, que se cree era utilizado como un escondite por los llamados Merry Men.